# Fun Boy Three
Fun Boy Three var en kortlivad men framgångsrik brittisk new wave-grupp som verkade mellan 1981 och 1983. Den bestod av de tidigare medlemmarna i The Specials; Terry Hall, Neville Staple och Lynval Golding.

## Diskografi
Studioalbum
- Fun Boy Three (1982) (UK #7)
- Waiting (1983) (UK #14)
- Fame (1999) (återutgåva av debutalbumet Fun Boy Three)

Livealbum
- Live on the Test: The Old Grey Whistle Test Series (1995)

Samlingsalbum
- The Best of Fun Boy Three (Chrysalis) (1984)
- Singles (1995)
- The Best of Fun Boy Three (Disky) (1996)
- Ghost Town (2000)
- Really Saying Something: Best of Fun Boy Three (2002)
- The Very Best of Fun Boy Three (2008)

Singlar (topp 100 på UK Singles Chart)
- "The Lunatics (Have Taken Over the Asylum)" (1981) (#20)
- "It Ain't What You Do (It's the Way That You Do It)" (Fun Boy Three med Bananarama) (1982 (#4)
- "Really Saying Something" (Bananarama med Fun Boy Three) (1982) (#5)
- "The Telephone Always Rings" (1982) (#17)
- "Summertime" (1982) (#18)
- "The More I See (The Less I Believe)" (1982) (#68)
- "The Tunnel of Love" (1983) (#10)
- "Our Lips Are Sealed" (1983) (#7)